# Lautaro Ponce Arellano
Lautaro Ponce Arellano (Valparaíso, Chile; 15 de diciembre de 1876 - Valparaíso ; 17 de octubre de 1967) fue un doctor en medicina chileno perteneciente a la Logia masónica chilena antofagastina conocido por fundar en 1911 el sanatorio de Pampa Blanca en la ruta ferroviaria Antofagasta-Calama que sería conocido como el pueblo de Pampa Unión.

## Biografía
El doctor Ponce Arellano nació en Valparaíso, Chile en 1876, sus padres fueron el médico cirujano e Intendente de Valparaíso, don Manuel Antonio Ponce y Sinforosa Arellano, ambos nacidos en el puerto principal de Chile.
Siguiendo la senda de su padre, Lautaro Ponce se recibió de doctor en medicina curativa en la Universidad de Chile. Se trasladó a Antofagasta en 1911 y solicitó la autorización para fundar un sanatorio en el sector conocido como Pampa Blanca ubicado entre Calama y Antofagasta, su proyecto filantrópico se truncó ya que al fundar el sanatorio rápidamente el lugar se convirtió en un antro llamado erróneamente Oficina salitrera Pampa Unión con leyes propias dedicado al libertinaje y los vicios sociales. Perteneció a la Logia llamada Justicia y Libertad de Santiago. Fue uno de los fundadores de la Logia masónica de Antofagasta en 1917 llamada Proket nº54.
Junto con su hermano Galvarino de profesión dentista, fundó en Antofagasta el 8 de diciembre de 1910 la logia masónica "Espíritu Libre" N.º 39 y ambos escribieron un libro en 1911 titulado "Los Obreros del Salitre"  
Lautaro Ponce Arellano contrajo matrimonio en dos ocasiones, la primera vez con Josefina Vargas quien le dio cinco hijos (Tegualda, Manuela, Lautaro, América y Manuel Antonio) y en segunda instancia con Mary Watson Ritcher. Asimismo, tuvo como hijo natural a Humberto Maturana, gran músico chileno y a quien crio, con la pampina Mima, con quien mantuvo un romance. 
Ponce Arellano falleció en su ciudad natal Valparaíso en 1967 a sus 91 años de edad.